# طريق التنمية

ميناء الفاو العراق المطل على شمال الخليج العربي ومنفذ فيشخابور العراقي المتاخم لتركية

رئيس وزراء العراق محمد السوداني في افتتاح مؤتمر طريق التنمية في 27 أيار سنة 2023

أعمال إنشاء ميناء الفاو الكبير في 26 شباط 2023 بشمال الخليج العربي

طريق التنمية أو طريق التنمية العراقي أو القناة الجافة هو مشروع نقل عراقي سككي وبري خلال أرض العراق يربط تركيا وأوروبا شمالاً والخليج العربي جنوباً، لنقل البضائع بين الخليج وأوروبا، ذكر المتحدث باسم رئيس مجلس الوزراء العراقي في يوم 27 أيار سنة 2023 أن المشروع سيخدم المنطقة اقتصادياً وسينقل البضائع من أوروبا إلى الخليج وبالعكس عبر العراق، وذكر أن كلفته تصل الى 17 مليار دولار وسيُنجز بمدة قياسية، ابتداءً من سنة 2024 حتى سنة 2028. السكة الحديدية المخططة من ساحل الخليج العربي حيث ميناء الفاو الكبير العراقي في جنوب العراق إلى منفذ فيشخابور العراقي في شمال العراق المتاخم للحدود التركية، طول السكة 1175 كيلومتراً، وطول الطريق البري بين الفاو ومنفذ فيشخابور 1190 كيلومتراً، ولكل من سكة الحديد والطريق البري مسار، فلا يلتقيان إلا في شمال محافظة كربلاء فيستمر سيرهما متقاربين حتى منفذ فيشخابور، وقال العوادي المتحدث باسم رئاسة الوزراء إن هذا الطريق الاستراتيجي "سينقل البضائع بمختلف أنواعها من أوروبا إلى تركيا عبر العراق وإلى الخليج، وتمر السلع والموارد الخليجية من الخليج عبر العراق، ثم تركيا وأوروبا"، وذكر أن الطريق لا تريد له الحكومة أن يصبح ترانزيت، بل ترغب بأن يتحول هذا الخط البري والسكة الحديدية إلى طريق وشريان حيوي للاقتصاد، وهناك مخططات لمدن صناعية ومدن إسكان تحاط بالطريق، وسيشهد عبور آلاف الشاحنات المقبلة من 25 دولة".
من الجانب التركي يربط طريق التنمية بين شانلي أورفا و معبر أوفاكوي في نينوى شمال العراق،
وسيبلغ طول الطريق السريع الذي يمر عبر البلاد 1912 كيلومترًا، بعد إضافة مسافة جديدة بطول 320 كم.
وضمن مشروع التنمية، طول خط السكك الحديدية الذي يمر عبر البلاد 2088 كيلومتراً، بعد إضافة خط جديد بطول 615 كم.

## استملاك أراضي الطريق
سعياً للإسراع في إنجاز مشروع طريق التنمية سلّمت وزارة النقل في 15 أيار سنة 2025 خرائط الكادسترو (ورقيا والكترونيا) مؤشرًا عليها إحداثيات خط المركز لمسار مشروع طريق التنمية مع جدول أرقام القطع والمقاطعات للأراضي التي تقع ضمن مسار الطريق الذي يشمل مرورُه محافظة البصرة وذي قار والمثنى والديوانية، وذُكر حينئذٍ أنه من المقرر على مسؤولي هؤلاء المحافظات أن يبدؤوا بجرد واستملاك الأراضي التي يمرّ بها مسار طريق التنمية كخطوة مهمة بتهيئة متطلبات تنفيذ المشروع.

## دول مشاركة
- الإمارات: في 14 أيلول سنة 2023، ذكر المكتب الإعلامي لمجلس الوزراء العراقي أن وزير الدولة الإماراتي خليفة شاهين، أعرب عن رغبة الإمارات الجادة في المشاركة في مشروع "طريق التنمية" الحيوي لما له من أهمية لجميع دول المنطقة.[6]
- قطر : وقَّعتْ دولةُ قطر في 23 نيسان/ابريل عام 2024 في العاصمة بغداد على مذكِّرة تفاهم للتّعاون المشترك في مشروع طريق التنمية وتطوير ميناء الفاو مع حكومات: جمهوريَّة العراق، ودولة الإمارات العربيَّة المتحدة، وجمهورية تركيا